# Erziehungsspiel

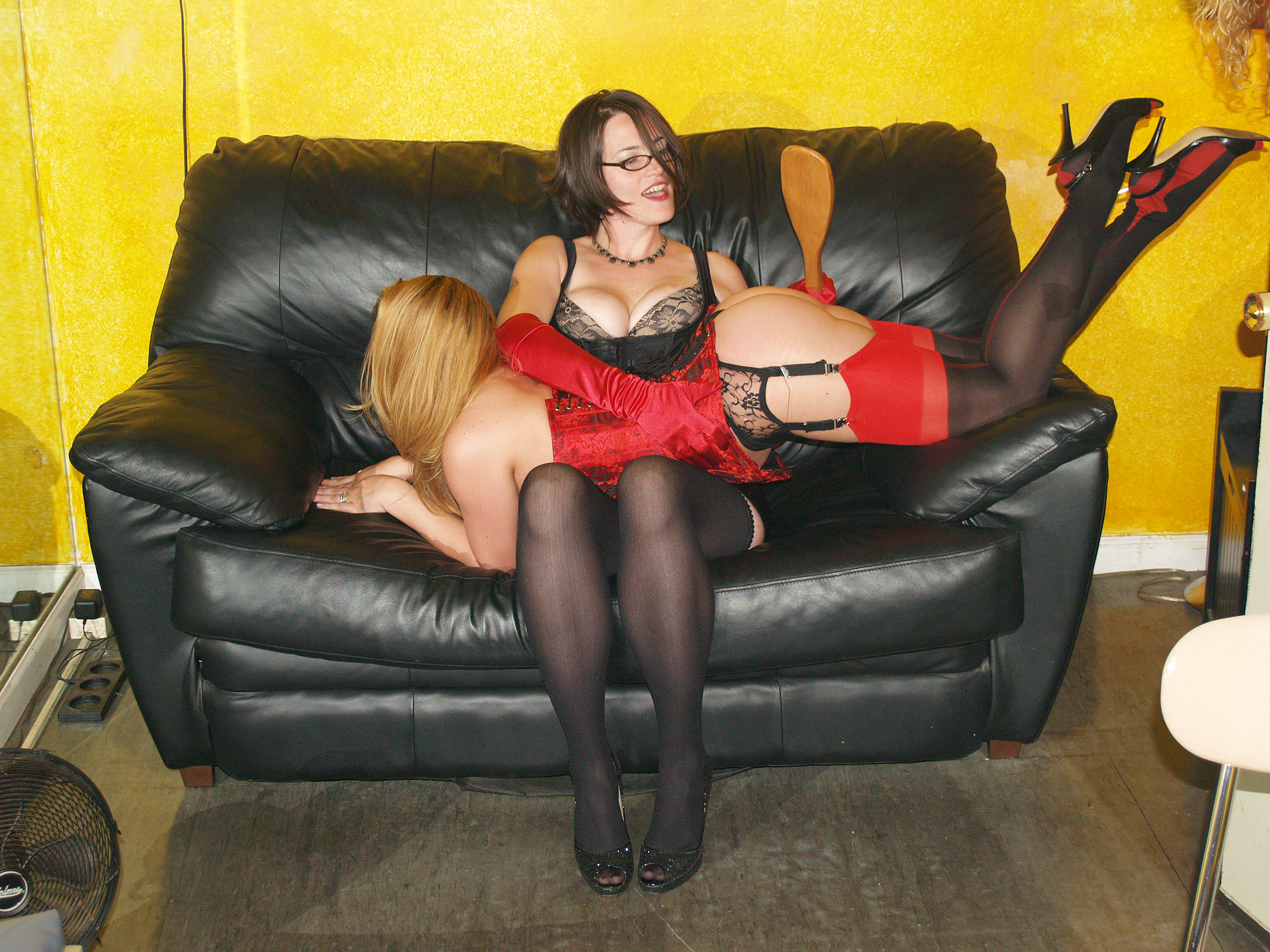
Spanking mit einem Paddle

Erziehungsspiele stellen eine besondere Ausprägung einverständlich durchgeführter sadomasochistischer Praktiken bzw. des erotischen Spanking unter Erwachsenen dar.  
Meist handelt es sich bei Erziehungsspielen von Erwachsenen um erinnerte oder fiktive Szenarien aus dem häuslichen oder schulischen Bereich, in deren Rahmen ein aktiver, dominanter Partner (Top) den passiven, devoten Partner (Bottom) durch körperliche Züchtigung, Beschämung oder auf eine vergleichbar degradierende Weise für ein behauptetes Fehlverhalten „bestraft“. Die erotische Befriedigung wird dabei für den Bottom nicht nur durch den physisch erlebten (Lust-)Schmerz, sondern für beide Partner oft auch durch die mit der Behandlung verbundene Demütigung erzielt. Dezidiert sexuelle Aktivitäten können, aber müssen nicht zum Spielumfang gehören. Wie auch bei anderen Handlungen mit Rollenspiel-Charakter können die Beteiligten switchen, d. h. die Partner können die Rollen als Top bzw. Bottom wechseln. Kaum jemals wird dies jedoch im Verlauf ein und derselben Session geschehen, und oft auch längerfristig nicht mit demselben Partner. Im Vorfeld wird üblicherweise in groben Zügen der Spielverlauf vereinbart, aber auch ein Slowword sowie ein Codewort, mit dem der Bottom jederzeit den Abbruch des Spiels erwirken kann. Wie alle BDSM-Aktivitäten beruht auch diese auf strikter Einvernehmlichkeit (vgl. jedoch Metakonsens). 
Die Verabredung eines Slowwords neben dem Safeword ist gerade bei Erziehungsspielen zu empfehlen, da zum besonderen Reiz von Erziehungsspielen oft das fingierte Betteln um Strafminderung oder -erlass gehört und daraus bei noch nicht miteinander vertrauten Partnern Missverständnisse entstehen könnten.

## Rechtliches
Strafrechtliche Relevanz kommt diesen (Sexual-)Praktiken in Deutschland regelmäßig nicht zu. Das Zufügen von Schmerzen oder Verletzungen wird zwar regelmäßig den Tatbestand der §§ 223ff. StGB (Körperverletzung) erfüllen, der Top aber wegen Einwilligung des Bottoms gerechtfertigt sein. Eine andere Bewertung käme allenfalls bei einer als sittenwidrig nach § 228 StGB zu betrachtenden Einwilligung in schwerste Misshandlungen in Betracht, oder aber wenn die Einwilligung nicht frei von Willensmängeln zustande gekommen ist, etwa indem der Top ein Abhängigkeitsverhältnis des Bottoms ausgenutzt hat.

## Praxis
Erziehungsspiele werden von vielen Dominas, manchmal auch von Prostituierten angeboten, überwiegend aber im privaten Rahmen von Menschen jeder sexuellen Orientierung praktiziert. Die häufigste Form des Erziehungsspiels auf körperlicher Ebene ist die Züchtigung des Gesäßes auf mehr oder weniger intensive Weise; die dabei meist verwandten Begriffe mit Signalcharakter sind „einen Arschvoll bekommen“ bzw. „den Arsch versohlt bekommen“. Soweit die vielen dafür und für andere Erziehungsspiele in Betracht kommenden Requisiten nicht ohnehin im Haushalt zu finden sind, sind sie gewöhnlich in gut sortierten Sex-Shops oder über das Internet erhältlich. Daneben gibt es eine breite Palette von auf diese Spielart spezialisierten Erotikmagazinen, die teilweise auch Kontaktanzeigen enthalten. Mit der Verbreitung des Internets entstanden auch zunehmend Online-Kontaktbörsen und entsprechende Chats. In der schwulen Szene gibt es in einigen größeren Orten auch Clubs, in denen Erziehungsspiele zum regelmäßigen Angebot gehören; dort stehen oft verschiedene potenziell interessierende Utensilien inklusive Prügelbock zur Verfügung. Gelegentlich sind dort sogar alte Holz-Schulbänke zu finden, um ein Klassenzimmer-Ambiente aus dem frühen 20. Jahrhundert zu suggerieren und damit einen möglichst „realistischen“ Rahmen für die Erziehungsspiele anzubieten.
Neben der körperlichen bzw. materiellen Ebene ist auch die soziale oder psychologische Ebene ein wesentliches Element der Erziehungsspiele. Ein „Erziehungsmittel“ kann etwa die Erregung bei Vorenthaltung des Orgasmus und die damit verbundene Frustration des devoten Partners sein (Tease and Denial). Doch auch die fortgesetzte – meist als unangenehm empfundene – Stimulation bis in die Refraktärphase kann ein spielerisches Machtgefälle ausdrücken. In anderen Szenarien wird der devote Partner dazu „erzogen“, den Orgasmus nach festgelegten Spielregeln zu erleben. Hierzu zählt beispielsweise die männliche Ejakulation nach Countdown.

## Sachliteratur
- Matthias T.J. Grimme (Hrsg.): Das SM-Handbuch Spezial. Teil 1 – Hamburg: Charon-Verlag, 2005

- Arne Hoffmann: Lexikon des Sadomasochismus – Berlin: Schwarzkopf & Schwarzkopf, 2001